# Kiri Te Kanawa
Dame Kiri Te Kanawa, nata Claire Mary Teresa Rawstron (Gisborne, 6 marzo 1944), è un soprano neozelandese.

## Biografia
Nata in Nuova Zelanda, venne adottata nei primi anni di vita, e dei suoi genitori biologici si hanno poche informazioni. In gioventù lavorò come cantante nei night-club.
Studiò canto con l'insegnante più conosciuta di tutto il suo stato, Mary Leo, che la aiutò ad iniziare una carriera di mezzosoprano, anche se poi la sua voce si evolse verso il registro vocale di soprano. La sua registrazione dell'operetta di Johann Strauss Casanova è stato il primo disco d'oro neozelandese.
Nel 1965 vinse un concorso a cui partecipavano cantanti non solo classici, con "Vissi d'arte", l'aria della Tosca di Puccini: il premio fu una borsa di studio che le permise, nel 1966, di frequentare il London Opera Study Center.
Nel 1971 debuttò al Covent Garden nel ruolo della Contessa nelle nozze di Figaro di Mozart. Nel 1974 fu la volta del debutto al Metropolitan Opera House di New York, come sostituta nella parte di Desdemona nell'Otello.
Negli anni successivi, cantò a Parigi, Sydney, Vienna, Colonia, Chicago, Milano, Monaco, San Francisco, quasi sempre interpretando ruoli italiani, per la lingua del cantato o per la nazionalità dell'autore musicale. Kanawa ha una particolare affinità interpretativa con i personaggi di Richard Strauss e di Mozart.
Ha ricevuto onorificenze in Gran Bretagna, Australia e Nuova Zelanda, sua patria natale, oltre che lauree honoris causa da numerose università. Si è ritirata dalle scene nel 2004, dopo le rappresentazioni di Vanessa di Samuel Barber al teatro dell'opera di Los Angeles, anche se sporadicamente appare in veste di attrice.

### Cinema e televisione
Nel 1976 ha interpretato la Contessa nella storica edizione filmata delle Nozze di Figaro con la regia di Jean-Pierre Ponnelle e la direzione dell'anziano Karl Böhm. Nel 1979 è stata anche interprete di Donna Elvira nel Don Giovanni di Joseph Losey, mentre nel 1984 ha partecipato all'incisione di West Side Story di Bernstein, accanto a José Carreras, nella parte di Maria.
È apparsa in un episodio del 2013 della serie televisiva Downton Abbey nel quale rivestiva i panni del celebre soprano australiano Nellie Melba.

## Repertorio

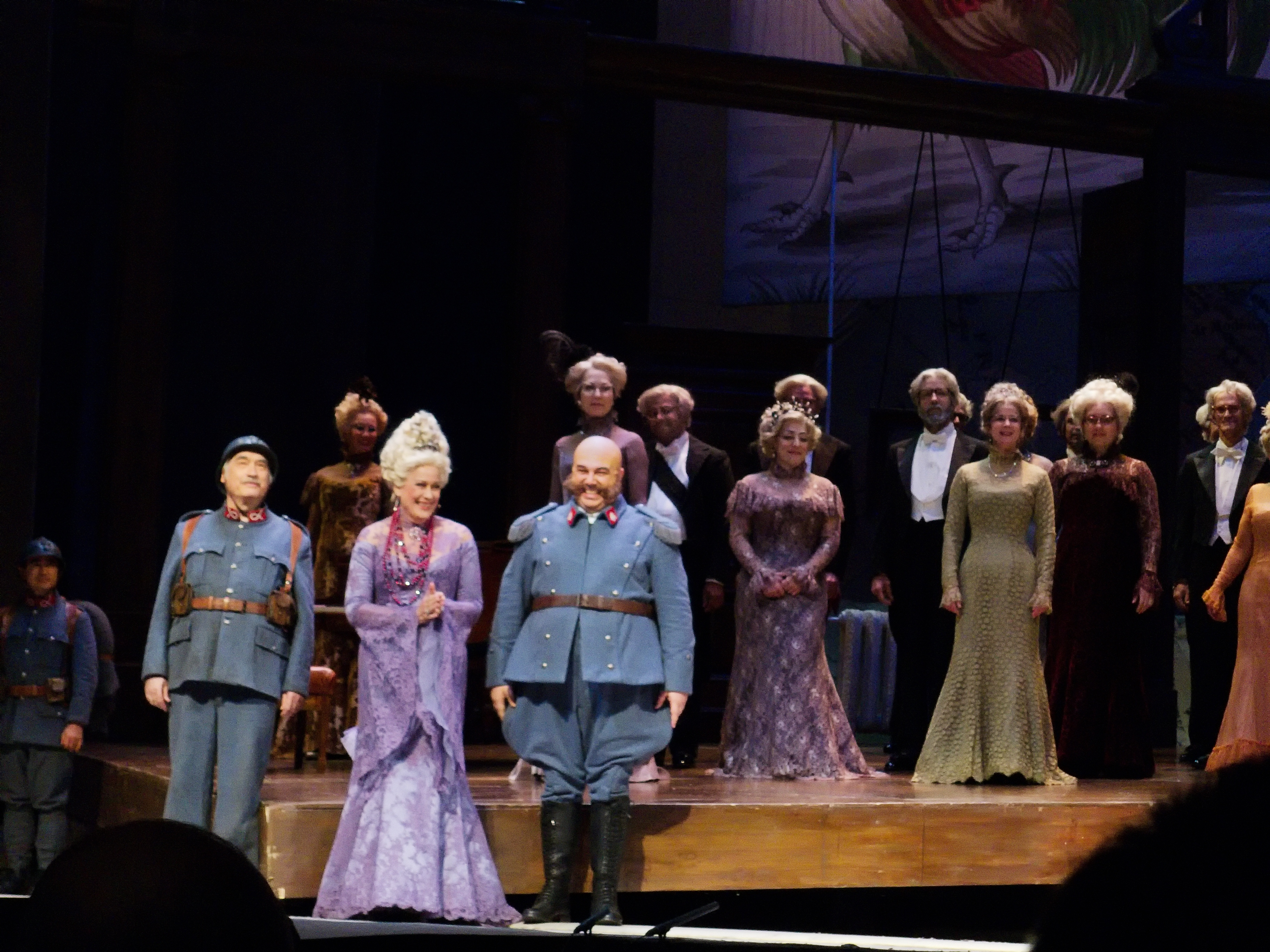
Kiri Te Kanawa in La Fille du Régiment (Metropolitan Opera House 24 dicembre 2011).

| Ruolo                          | Titolo                 | Autore           |
| ------------------------------ | ---------------------- | ---------------- |
| Maria                          | West Side Story        | Bernstein        |
| Micaela                        | Carmen                 | Bizet            |
| Tajana                         | Evgenij Onegin         | Čajkovskij       |
| Duchess de Krakenthorp         | La fille du régiment   | Donizetti        |
| Dimitri                        | Fedora                 | Giordano         |
| Marguerite                     | Faust                  | Gounod           |
| Donna filistea Donna israelita | Samson                 | Händel           |
| Fata del sonno                 | Hänsel und Gretel      | Humperdinck      |
| Dama di corte                  | Gli ugonotti           | Meyerbeer        |
| Madame Silberklang             | Der Schauspieldirector | Mozart           |
| Contessa d'Almaviva            | Le nozze di Figaro     | Mozart           |
| Donna Elvira                   | Don Giovanni           | Mozart           |
| Fiordiligi                     | Così fan tutte         | Mozart           |
| Pamina                         | Die Zauberflote        | Mozart           |
| Manon Lescaut                  | Manon Lescaut          | Puccini          |
| Mimì                           | La bohème              | Puccini          |
| Floria Tosca                   | Tosca                  | Puccini          |
| Magda De Civry                 | La rondine             | Puccini          |
| Elena                          | La donna del lago      | Rossini          |
| Rosalinde                      | Die Fledermaus         | Strauss, Johann  |
| Marschallin                    | Der Rosenkavalier      | Strauss, Richard |
| Arabella                       | Arabella               | Strauss, Richard |
| Madeleine                      | Capriccio              | Strauss, Richard |
| Contessa di Ceprano            | Rigoletto              | Verdi            |
| Violetta Valery                | La traviata            | Verdi            |
| Amelia Grimaldi                | Simon Boccanegra       | Verdi            |
| Sacerdotessa                   | Aida                   | Verdi            |
| Desdemona                      | Otello                 | Verdi            |
| Uccellino del bosco            | Siegfried              | Wagner           |
| Fanciulla fiore                | Parsifal               | Wagner           |

## Discografia
| Anno | Titolo Ruolo                                       | Cast                                                            | Direttore         | Casa/Note                                                  |
| ---- | -------------------------------------------------- | --------------------------------------------------------------- | ----------------- | ---------------------------------------------------------- |
| 1969 | Fedora Dimitri                                     | Magda Olivero, Mario Del Monaco, Tito Gobbi                     | Lamberto Gardelli | Decca                                                      |
| 1970 | Gli ugonotti (Les Huguenots) Dama d'onore, Ragazza | Joan Sutherland, Martina Arroyo, Huguette Tourangeau            | Richard Bonynge   | Decca                                                      |
| 1971 | Rigoletto Contessa di Ceprano                      | Sherrill Milnes, Joan Sutherland, Luciano Pavarotti             | Richard Bonynge   | Decca                                                      |
| 1972 | Parsifal Fanciulla fiore                           | René Kollo, Christa Ludwig, Dietrich Fischer-Dieskau            | Georg Solti       | Decca                                                      |
|      | Don Giovanni Donna Elvira                          | Ingvar Wixell, Martina Arroyo, Stuart Burrows                   | Colin Davis       | Philips                                                    |
| 1975 | Carmen Micaela                                     | Tatiana Troyanos, Plácido Domingo, José van Dam                 | Georg Solti       | Decca/London Philharmonic Orchestra - Grand Prix du Disque |
| 1977 | Così fan tutte Fiordiligi                          | Frederica von Stade, Teresa Stratas, David Rendall              | Alain Lombard     | Erato                                                      |
| 1978 | Hansel und Gretel Fata del sonno                   | Frederica von Stade, Ileana Cotrubaș, Christa Ludwig            | John Pritchard    | CBS                                                        |
|      | Die Zauberflote Pamina                             | Edita Gruberová, Peter Hofmann, Kurt Moll                       | Alain Lombard     | Barclay                                                    |
| 1981 | The Beggar's Opera Polly Peachum                   | Joan Sutherland, Angela Lansbury, James Morris                  | Richard Bonynge   | Decca                                                      |
|      | Le nozze di Figaro Contessa d'Almaviva             | Samuel Ramey, Lucia Poppová, Frederica von Stade                | Georg Solti       | Decca                                                      |
|      | La rondine Magda de Civry                          | Placido Domingo, Leo Nucci                                      | Lorin Maazel      | CBS                                                        |
| 1984 | Tosca Floria Tosca                                 | Giacomo Aragall, Leo Nucci                                      | Georg Solti       | Decca                                                      |
|      | West Side Story Maria                              | José Carreras, Tatiana Troyanos, Marilyn Horne                  | Leonard Bernstein | Deutsche Grammophon                                        |
| 1986 | Arabella                                           | Gabriele Fontana, Franz Grundheber, Helga Dernesch              | Jeffrey Tate      | Decca                                                      |
|      | Faust Marguerite                                   | Francisco Araiza, Evgenij Evgen'evič Nesterenko                 | Colin Davis       | Philips                                                    |
| 1987 | Manon Lescaut                                      | José Carreras, Paolo Coni                                       | Riccardo Chailly  | Decca                                                      |
| 1988 | Così fan tutte Fiordiligi                          | Ann Murray, Thomas Hampson, Ferruccio Furlanetto                | James Levine      | Deutsche Grammophon                                        |
| 1989 | Simon Boccanegra Amelia Grimaldi                   | Leo Nucci, Giacomo Aragall, Paata Burchuladze                   | Georg Solti       | Decca                                                      |
|      | Die Zauberflote Pamina                             | Francisco Araiza, Cheryl Studer. Samuel Ramey                   | Neville Marriner  | Philips                                                    |
| 1990 | Die Fledermaus Rosalinde                           | Edita Gruberova, Olaf Bär, Richard Leech e Brigitte Fassbaender | André Previn      | Philips                                                    |
|      | Le nozze di Figaro Contessa d'Almaviva             | Ferruccio Furlanetto, Dawn Upshaw, Anne Sofie von Otter         | James Levine      | Deutsche Grammophon                                        |
|      | Der Rosenkavalier Marschallin                      | Anne Sofie von Otter, Barbara Hendricks, Kurt Rydl              | Bernard Haitink   | EMI                                                        |
|      | Der Schauspieldirector Mademoiselle Silberklang    | Edita Gruberova, Uwe Heilmann, Manfred Jungwirth                | John Pritchard    | Decca                                                      |
|      | Siegfried Uccellino del bosco                      | Siegfried Jerusalem, Theo Adam, Peter Haage                     | Bernard Haitink   | EMI                                                        |
| 1991 | Otello Desdemona                                   | Luciano Pavarotti, Leo Nucci                                    | Georg Solti       | Decca                                                      |
| 1992 | Evgenij Onegin Tatyana                             | Thomas Hampson, Neil Rosenheim, Patricia Bardon                 | Charles Mackerras | EMI                                                        |
|      | La traviata Violetta Valery                        | Alfredo Kraus, Dmitrij Chvorostovskij                           | Zubin Mehta       | Philips                                                    |
| 1994 | La bohème Mimì                                     | Richard Leech, Gino Quilico, Roberto Scandiuzzi                 | Kent Nagano       | Erato                                                      |
|      | Capriccio Contessa                                 | Håkan Hagegård, Uwe Heilmann, Olaf Bär                          | Ulf Schirmer      | Decca                                                      |

- Bach, St. Matthew Passion - Anne Sofie von Otter, Anthony Rolfe-Johnson, Chicago Symphony Orchestra, Hans Peter Blochwitz, Kiri Te Kanawa, Olaf Bär, Sir Georg Solti & Tom Krause, 1988 Decca
- Berlioz, Les nuits d'été - Cleopatre - Kiri Te Kanawa, Jessye Norman, Orchestre de Paris & Daniel Barenboim, 1984 Deutsche Grammophon
- Fauré, Requiem/Pelléas/Pavane - Dutoit/Te Kanawa/Milnes, 1987 Decca
- Handel, Messiah - Chicago Symphony Chorus & Kiri Te Kanawa, 1985 Decca
- Mozart, Exsultate, Jubilate - Kiri Te Kanawa, London Symphony Orchestra & Sir Colin Davis, 1972 Philips
- Mozart, Opera Arias - Kiri Te Kanawa, London Symphony Orchestra & Sir Colin Davis, 1983 Philips
- Mozart, Great Mass in C Minor - Academy of St. Martin in the Fields/Anne Sofie von Otter/Anthony Rolfe-Johnson/Dame Kiri Te Kanawa/Robert Lloyd/Sir Neville Marriner, 1994 Philips
- Strauss: Vier letzte Lieder, Die Nacht, Allerseelen - Kiri Te Kanawa & Sir Georg Solti, 1991 Decca
- Kiri Te Kanawa, Ave Maria - Barry Rose, English Chamber Orchestra, Kiri Te Kanawa & St. Paul's Cathedral Choir, 1984 Philips
- Blue Skies, Kiri Te Kanawa & Nelson Riddle and His Orchestra - 1985 Decca
- Kiri Sings Gershwin - John McGlinn, Kiri Te Kanawa, The New Princess Theater Orchestra & The New York Choral Artists, 1987 EMI
- Te Kanawa, Heart To Heart - 1992 EMI Angel - terza posizione in classifica in Nuova Zelanda
- Te Kanawa, Kiri Sings Gershwin - John McGlinn/New Princess Theater Orchestra, 1986 EMI nona posizione in Nuova Zelanda
- Mahler, Symphony No. 4 - Seiji Ozawa, Kiri Te Kanawa & Boston Symphony Orchestra, 1988 Philips
- Kiri Te Kanawa, Songs of Inspiration - Julius Rudel, Kiri Te Kanawa, Mormon Tabernacle Choir & Utah Symphony Orchestra, 1989 Decca
- Kiri te Kanawa Sings Mozart & Strauss, 1990 Decca
- Kiri Te Kanawa Sings Italian Opera Arias - Kiri Te Kanawa, London Symphony Orchestra & Myung-Whun Chung, 1990 EMI
- The Essential Kiri, 1992 Decca
- Te Kanawa, Mozart Arias - 1993 Decca
- Kiri Sings Kern, 1993 EMI
- Kiri On Broadway, 1993 London
- Kiri Sings, 1993 EMI
- Kiri Sings Porter, 1994 EMI Classics
- Canteloube: Chants d'Auvergne - Villa-Lobos: Bachianas Brasileiras No. 5 - English Chamber Orchestra, Jeffrey Tate, Kiri Te Kanawa & Lynn Harrell, 1995 Decca
- Christmas With Kiri Te Kanawa - 1995 Teldec
- Kiri Sings Berlin, 1998 EMI
- Kiri Te Kanawa, French Songs and Arias - Kiri Te Kanawa, Orchestre Symphonique de l'Opéra National, Bruxelles & Sir John Pritchard, 1999 EMI
- Kiri, A Portrait - 1999 Decca
- Kiri, Maori Songs - 1999 EMI - quarta posizione in Nuova Zelanda
- Kiri Sidetracks - The Jazz Album - Kiri Te Kanawa/Andre Previn, 1992 Philips
- Kiri Te Kanawa, Greatest Hits - 1999 EMI
- Dame Kiri and Friends - The Gala Concert - Brian Law/Dame Kiri Te Kanawa/Dame Malvina Major/Julian Reynolds/The Auckland Philharmonia, EMI
- Kiri Sings Karl - Karl Jenkins, Kiri Te Kanawa & London Symphony Orchestra, 2006 EMI
- Te Kanawa, The ultimate collection - Tate/Davis/Solti/Dutoit/Mehta, 1971/1992 Decca
- Waiata - Dame Kiri Te Kanawa & New Zealand Symphony Orchestra, 2013 Sony - sesta posizione in Nuova Zelanda

## DVD & BLU-RAY
- Bernstein, The making of West Side Story - Bernstein/Carreras, 1984 Deutsche Grammophon
- Mozart, Nozze di Figaro - Böhm/Freni/Fischer-D, regia Jean-Pierre Ponnelle 1976 Deutsche Grammophon
- Mozart, Le nozze di Figaro (Glyndebourne, 1973) - John Pritchard (direttore d'orchestra)/Knut Skram/Ileana Cotrubaș/Benjamin Luxon/Frederica von Stade/London Philharmonic Orchestra, Arthaus/Naxos
- Mozart, Don Giovanni (film 1979) - Chorus & Orchestra of the Théâtre National de l'Opera, Paris/Lorin Maazel, 1979 SONY BMG
- Verdi, Simon Boccanegra - Solti/Agache, regia Elijah Moshinsky 1971 Decca
- Verdi, Simon Boccanegra - Levine/Chernov/Lloyd, regia Giancarlo Del Monaco 1995 Deutsche Grammophon
- Puccini, Tosca - Teatre National de l'Opera Paris (1982): Kiri Te Kanawa/Veronelli/Wixell/ Direttore Seiji Ozawa
- Dame Kiri Te Kanawa: My World of Opera, 1991 Kultur
- Christmas with Kiri Te Kanawa: Carols from Coventry Cathedral, 1995 Kultur
- Strauss R., Capriccio (San Francisco Opera, 1993) - Donald Runnicles/Hakan Hagegard/Kiri Te Kanawa/Tatiana Troyanos, Kultur/Arthaus
- Verdi, Otello (Royal Opera House, 1992) - Georg Solti/Plácido Domingo/Kiri Te Kanawa/Sergei Leiferkus, Kultur/BBC/Opus Arte
- Verdi, Otello (Arena di Verona), Zoltán Peskó/Vladimir Atlantov/Kiri Te Kanawa, 1982 Kultur
- Strauss, R., Der Rosenkavalier - Georg Solti/Anne Howells/Kiri Te Kanawa/Aage Haugland/Barbara Bonney, 1995 Kultur/BBC
- Strauss, J., Die Fledermaus - Placido Domingo/Kiri Te Kanawa/Hermann Prey/Hildegard Heichele/Benjamin Luxon, 1984 Kultur/Warner/BBC
- Puccini, Manon Lescaut - Giuseppe Sinopoli/Kiri Te Kanawa/Plácido Domingo/Thomas Allen, 1983 Kultur/Royal Opera House
- Kiri Te Kanawa: Opera in the Outback, 1991 Paradox
- An Evening with Kiri Te Kanawa, 1987 Video Artists